# Château de Contenson
Pour les articles homonymes, voir Contenson.
 (août 2023).
 (septembre 2022).
Si vous disposez d'ouvrages ou d'articles de référence ou si vous connaissez des sites web de qualité traitant du thème abordé ici, merci de compléter l'article en donnant les références utiles à sa vérifiabilité et en les liant à la section « Notes et références ».
Le château de Contenson est un château situé dans la commune de Saint-Just-en-Chevalet, dans le département de la Loire.
Camille de Rochetaillée, baron à l'origine de l'actuel château, fait également construire une nouvelle église mais aussi l'école Sainte-Camille au sein du village de Saint-Just-en-Chevalet. La place principale du village porte le nom de la famille.

## Historique
En 1316, Guillaume d'Augerolles ou Ogerolles rend hommage au comte de Forez de la terre de Contenson. La famille de Foudras de Courcenay en devient ensuite propriétaire, par héritage. Jean de Foudras (1500-1582) y construit au cours de la première moitié du XVIe siècle le château, jusque-là précédé d'une grange.
Le château est vendu, avec celui d'Ogerolles, à Jean de Charpin de Genetines le 3 mars 1668. Jean de Charpin garde Ogerolles et revend aussitôt Contenson à Jacques du Bessey, avocat en parlement, juge du mandement de Saint-Just, « conseiller et maître d'hôtel du Roy », qui s'y installe en avril 1671. La famille en gardera le nom.
En 1863, il est racheté par le baron Camille Bernou de Rochetaillée qui le rase presque entièrement pour le remplacer par l'actuel château, construit entre 1885 et 1889. Il n'en conserve que les fondations du donjon du XVIe siècle et les salons Louis XV ainsi que les caves en sous-sol. Son style est inspiré de la Renaissance, avec également l'omniprésence d'architecture gothique : tailles et ornements en pierre de lave, de couleur grise épousant le reste de la construction en pierres de granite à l'apparence rosée. L'imposante toiture est intégralement en ardoise d'Angers.
Durant la Première Guerre mondiale, le château devient un hôpital de fortune qui offrait un très grand nombre de places de lits. Il est également le refuge de résistants durant la Seconde Guerre mondiale. Henri Bernou de Rochetaillée (1883-1973) et son fils Jean Bernou de Rochetaillée (1913-2009), descendants de Camille de Rochetaillée, ont tous deux combattu au cours de ces conflits.
Les façades et toitures du château sont inscrit aux monuments historiques depuis le 29 octobre 1975.
Propriété privée / Ne se visite pas.